# Richard Brinsley Sheridan
Richard Brinsley Butler Sheridan (30. října 1751 Dublin – 7. července 1816 Londýn) byl anglický dramatik, spisovatel, politik a divadelní podnikatel irského původu.

## Život
Narodil se ve významné anglikánské rodině, která odešla z Irska již během jeho dětství roku 1758. Ačkoliv se on sám do Irska již nikdy nevrátil, cítil se být vždy Irem. V letech 1762–1768 studoval na soukromé škole pro chlapce Harrow School, potom se zabýval právem, ale divadlo jej přitahovalo více. Žil poměrně dobrodružným životem. Zamiloval se do herečky Elizabeth Ann Linleyové (1754–1792), po dvou soubojích a útěku do Francie se s ní roku 1773 oženil.

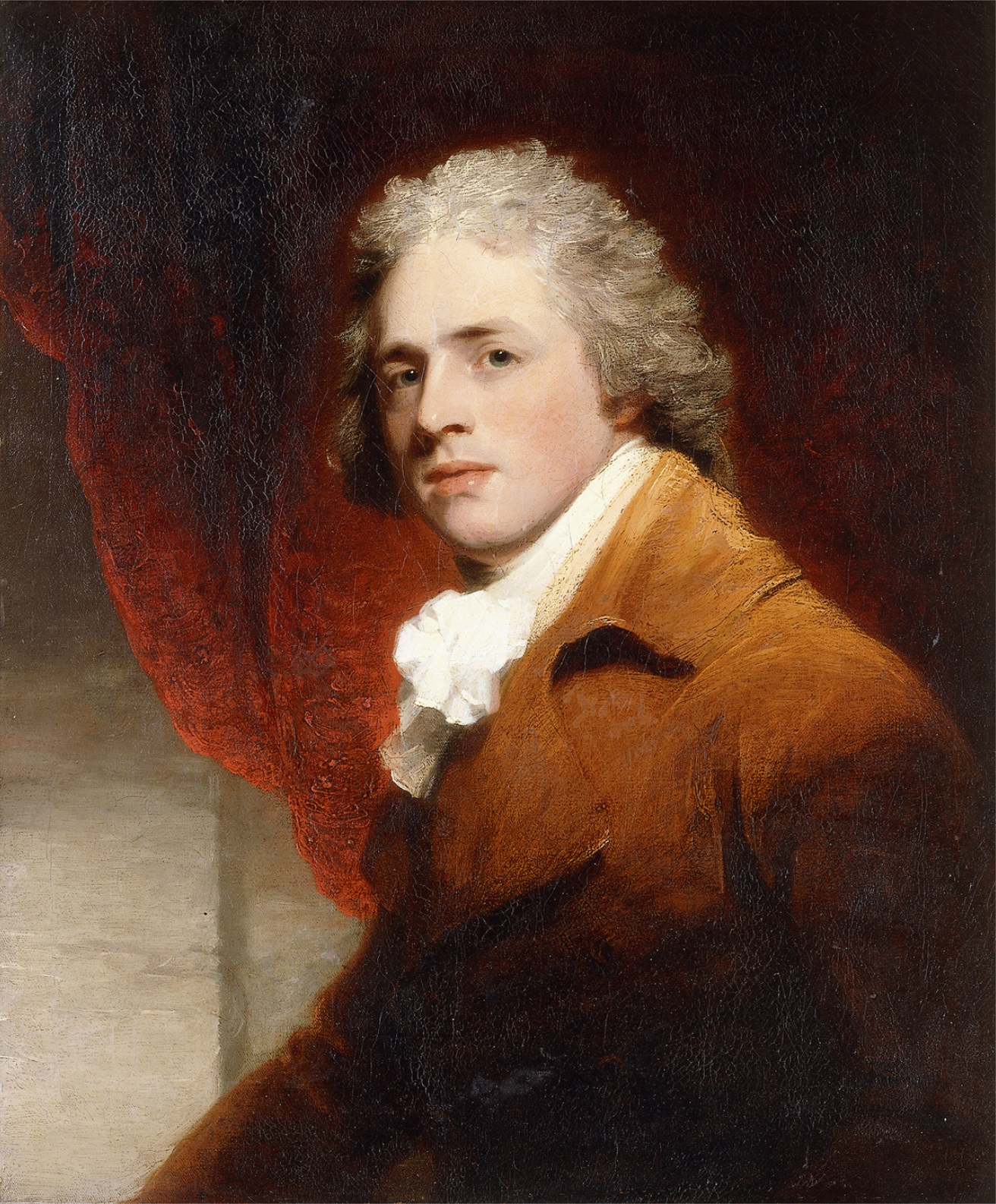
Portrét gentlemana od Johna Hoppnera tradičně považovaný za obraz Sheridana.

Roku 1775 napsal svou první divadelní hru Rivalové (The Rivals), v níž zpracoval vlastní zkušenosti ze svých soubojů. Jeho nejslavnějším dílem je však divadelní hra Škola pomluv (The School for Scandal) z roku 1777, jež bývá označována za klasiku žánru zvaného komedie mravů. Napsal ji pro divadlo Theatre Royal v Drury Lane v Londýně, jehož byl dlouholetým ředitelem a vlastníkem, když si koupil nejprve podíl Davida Garricka a později i zbývající podíly. V roce 1777 mu také Samuel Johnson nabídl členství ve svém literárním klubu.

Sheridanova manželka Elizabeth Ann, obraz Thomase Gainsborougha

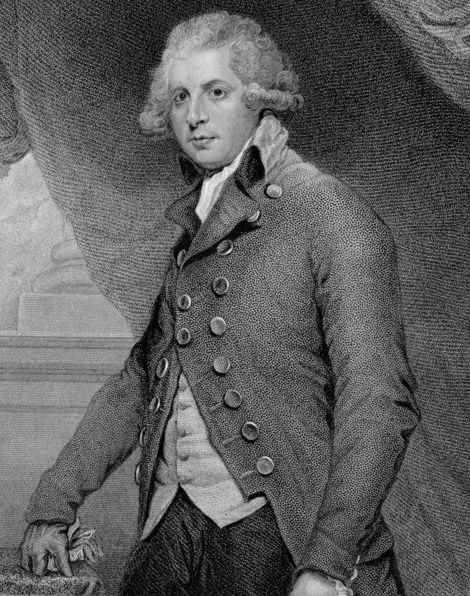
Richard Brinsley Sheridan

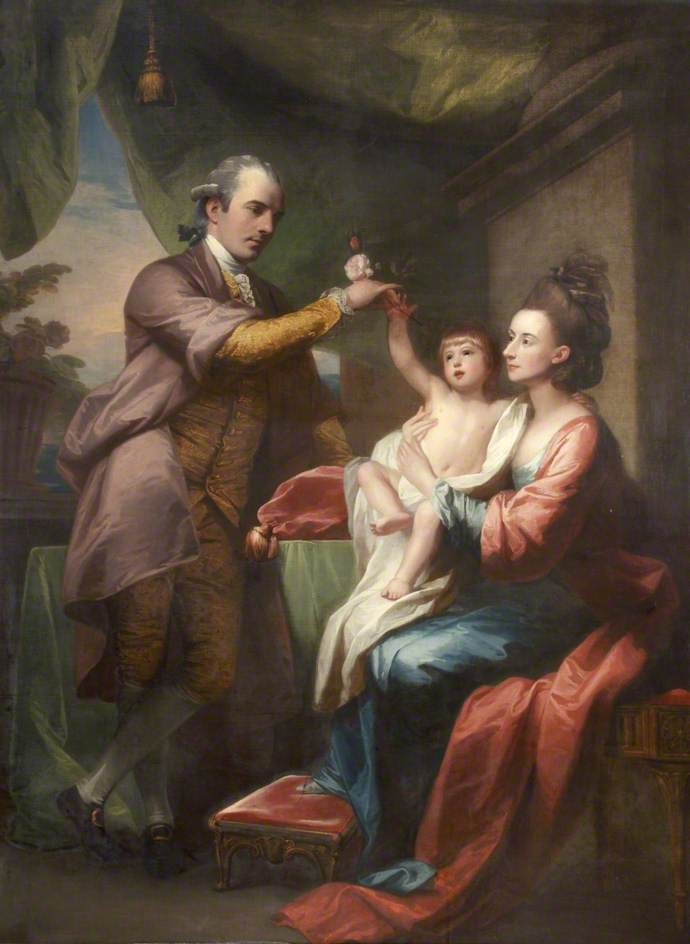
Sheridanova rodina, obraz Benjamina Westa z roku 1776

V letech 1780–1812, tedy plných 32 let, byl poslancem britského parlamentu za opoziční Whigy. Roku 1795 se po smrti své první ženy podruhé oženil s Hester Jane Ogleovou (1776–1817), dcerou děkana z Winchesteru. Poté, co divadlo v Drury Lane roku 1809 vyhořelo a po ztrátě poslaneckého mandátu, se rychle dostal do finančních obtíží a zemřel v chudobě a bez přátel. Pohřben je ve Westminsterském opatství.
Sheridanovy divadelní hry pokračují v tradici tzv. komedie mravů, rozšířené o sentimentální senzibilitu. Hlavním cílem jeho satirického výsměchu je tehdejší vyšší společnost a její přízemní zájmy, pomluvy a pokrytecká morálka. Během svého působení v parlamentu také napsal řadu básní a politických projevů.

## Výběrová bibliografie
- The Rivals (1775, Rivalové), česky jako Sokové, první Sheridanova komedie o pěti jednáních, která mu po neúspěšné premiéře a rychlém přepracování přinesla významný úspěch. Postavy ve hře mají tzv. mluvící jména – například Lydia Languish (Lydie Unylá) nebo Mrs. Malaprop (paní Nevhodná), podle níž se nesprávné užívání cizích slov ve významu slov zvukově podobných nazývá malapropismus.[4]
- St Patrick's Day (1775, Den svatého Patrika), dvouaktová fraška.
- The Duenna (1775, Dueňa), hudební komedie o třech dějstvích, ke které napsal hudbu jeho tchán Thomas Linley starší (1733–1795) ve spolupráci se svým synem Thomasem Linleym mladším (1756–1778). Hra tvoří přechod mezi ballad operou a komickou operou 19. století.[9]
- A Trip to Scarborough (1777, Výlet do Scarborough), česky jako Jak ty mně, tak já tobě, v sentimentálním duchu přepracovaná hra Johna Vanbrugha The Relapse (1696, Recidiva)
- The School for Scandal (1777, Škola pomluv), česky také jako Klevety nebo Škola pohoršení, komedie navazující na tzv. restaurační komedii mravů (z doby obnovení monarchie po občanské válce). Jde o stěžejní dílo anglického dramatu 18. století založené na etice osvícenského sentimentalismu. Má mravoličný a satiricko-kritický charakter spočívající v zobrazení každodenního povrchního společenského styku.[10]
- The Camp (1778, Tábor), jemná satira na britské přípravy na hrozící francouzskou invazi v souvislosti s americkou válkou za nezávislost. Při zkouškách hry se silně nachladíl David Garrick, což nakonec vedlo k jeho smrti. Důsledkem toho byl krutý žert, že Garrick byl jedinou obětí francouzské invaze, ze které mezitím sešlo.[11]
- The Critic or, a Tragedy Rehearsed (1779, Kritik aneb Zkouška tragédie), burleska s brilantním satirickým pohledem na poměry v tehdejších anglických divadlech, zaměřená proti lacinému sentimentu a teatrálnosti. Jde o vtipnější přepracování hry The Rehearsal (Zkouška ) z roku 1671 od vévody z Buckinghamu.[4]
- The Glorious First of June (1794, Slavný první červen), hra založená na novinových zprávách o bitvě ze dne 1. června 1794 u ostrova Ushant (Ouessant), kterou v Anglii nazývají Slavný první červen. Zisky ze hry byly věnovány rodinám padlých v bitvě.
- Pizarro (1799), historická tragédie založená na hře Augusta von Kotzebuea Die Spanier in Peru (Španělé z Peru) z roku 1794.[4]

## Adaptace

### Hudba
- Die Lästerschule (1925, Škola pomuv), opera dánského skladatele Paula von Klenau.[12]
- Обручение в монастыре (1941, Zasnuby v klášteře), komická opera buffa ruského skladatele Sergeje Prokofjeva podle Sheridanovy hry Dueňa.[13]

### Film a televize
- The Rivals (1913, Rivalové), americký němý film, režie Theodore Marston.
- The School for Scandal (1914, Škola pomluv), americký němý film, režie Kenean Buel.
- The School for Scandal (1923, Škola pomluv), britský němý film, režie Bertram Phillips.
- The School for Scandal (1930, Škola pomluv), britský film, režie Maurice Elvey.
- The Duenna (1938, Dueňa), britský televizní film, režie neuvedena.
- The Rivals (1938, Rivalové), britský televizní film, režie neuvedena.
- St. Patrick's Day (1938, Den svatého Patrika), britský televizní film, režie neuvedena.
- The Rivals (1948, Rivalové), britský televizní film, režie neuvedena.
- Школа злословия (1952, Škola pomluv), ruský sovětský film, režie Abram Room.
- Skandalskolan (1958, Škola pomluv), švédský televizní film, režie Hans Dahlin.
- Die Lästerschule (1961, Škola pomluv), západoněmecký televizní film, režie Kurt Raeck.
- The Critic (1963, Kritik), epizoda z kanadského televizního seriálu Playdate, režie neuvedena.
- L'école de la médisance (1965, Škola pomluv), francouzský televizní film, režie François Gir.
- Kilpakosijat (1966, Rivalové), finský televizní film, režie Sirppa Sivori-Asp.
- Rivalen (1969, Rivalové), západoněmecký televizní film, režie Gerlach Fiedler.
- La scuola della maldicenza (1975, Škola pomluv), italský televizní film, režie Roberto Guicciardini.
- Дуэнья (1978, Dueňa ), ruský sovětský televizní film, režie Michail Grigorjev.
- A rágalom iskolája (1984, Škola pomluv), maďarský televizní film, režie György Lengyel.
- Betrothal in a Monastery (1998, Zásnuby v klášteře), filmový záznam představení opery v Mariinském divadle v Petrohradě.[14]

## Česká vydání a překlady
- Klevety, Praha: Jaroslav Pospíšil 1855, přeložil Václav Zelený pod pseudonymem Štěpán Ostrovský.
- Škola pohoršení, přeložil František Flos pro inscenaci Národního divadla v Praze roku 1900.[15]
- Škola pomluv, Praha: ČLDJ 1950, přeložil Jiří Zdeněk Novák, znovu 1954. Orbis 1955 a Dilia 1965, 1972 a 1981.
- Dueňa, Praha: ČLDJ 1955, přeložila Eva Bezděková.
- Jak ty mně, tak já tobě (výlet do Scarborough), Praha: ČLDJ 1956, přeložil Aloys Skoumal.
- Sokové, Praha: Dilia 1967, přeložil Jiří Stach z německého překladu Wolfganga Hildesheimera
- Škola pomluv, přeložil Jan Hančil pro inscenaci ve Stavovském divadle v Praze roku 2004.[16]
- Jak ty mně, tak já tobě, Praha: Městská knihovna v Praze 2018, přeložil Aloys Skoumal, elektronická kniha.